# Erythroxylum nitidulum
Erythroxylum nitidulum är en tvåhjärtbladig växtart. Erythroxylum nitidulum ingår i släktet Erythroxylum och familjen Erythroxylaceae.

## Underarter
Arten delas in i följande underarter:
- E. n. monticolum
- E. n. nitidulum